# Eugène Soulié
Pour les articles homonymes, voir Soulié.
Eugène Soulié est un ancien joueur français de rugby à XV né le 30 janvier 1898 à Paris et décédé le 20 juin 1926 à Berck, de 1,80 m pour 86 kg, ayant occupé le poste de pilier ou de seconde ligne en sélection nationale, au Sporting Club de Vaugirard et au Club athlétique des sports généraux.

## Palmarès
- 9 sélections en équipe de France A, de 1920 à 1922
- Vice-champion olympique en 1920
- Participation à 3 éditions du Tournoi des Cinq Nations, en 1920, 1921 et 1922
- 2e de l’édition 1921 du tournoi des 5 nations, lors de laquelle pour la 1re fois la France occupa un tel rang
- Membre de la 1re équipe française vainqueur d’un match du tournoi des 5 nations en terre britannique, le 3 avril 1920 face à l’Irlande (ainsi que du 1er sur le sol d’Écosse, le 22 janvier 1921)